# Allah-Taala
Allah-Taala, dios, supremo, creador y glorificador, adorado principalmente en la región de Hiyaz, en la Arabia Pétrea, antes del advenimiento de Mahoma.
Varias de las antiguas tribus árabes reconocían, antes de la predicación de Mahoma, un creador del Cielo y de la tierra y le llamaban Allah-Taalai, el muy alto, en sentido opuesto a la denominación de los otros dioses a los cuales llamaban Al-ilahat, divinidades inferiores; que según ellos eran la verdadera compañía de Dios, pero sometidas en un todo a su poder.
La fórmula usada para acercarse al Allah-Taalai, estaba concebida en estos términos. "Yo me consagro a tu servicio, oh Dios, tú no tienes compañero, excepto las divinidades que forman tu cohorte: pero de las cuales eres tú el dueño y soberano como de todo lo que depende de ellas". Cuando plantaban árboles frutales, o sembraban algún campo, tiraban una línea que dividía el suelo en dos partes, una para el Dios soberano y la otra para las divinidades inferiores. Si caían frutos de esta parte a la consagrada al gran Dios, tenían la costumbre de indemnizarlas, lo que no hacían en caso contrario, porque decían que las divinidades inferiores tienen necesidad de lo que pertenece al Dios soberano: pero que este no tiene necesidad de nada.
Los antiguos griegos que no entendieron las palabras Allah-Taalai y Al-ilahat, formaron del primero el nombre Orotal y del segundo el de Alilat, indicando con ellos dos divinidades adoradas por los árabes.
- Datos: Q5669189